# Victoire de l'artiste interprète ou groupe francophone
La Victoire de l'artiste interprète ou groupe francophone de l'année est une ancienne récompense musicale française décernée annuellement lors des Victoires de la musique, entre 1994 et 1997. Elle venait primer le meilleur artiste interprète ou meilleur groupe, francophone non-français, selon les critères d'un collège de professionnels.

## Palmarès
- 1994 : Maurane •  Belgique
- 1995 : Khaled •  Algérie
- 1996 : Céline Dion •  Canada
- 1997 : Teri Moïse •  États-Unis[1]